# Grand Prix Kanady 2008
Grand Prix Kanady 2008 ( XLVI. Grand Prix du Canada) sedmý závod 59. ročníku mistrovství světa vozů Formule 1, historicky již 792. grand prix, se uskutečnila na okruhu Circuit Gilles Villeneuve v Montréalu.

## Výsledky
- 8. červen 2008
- Okruh Circuit Gilles Villeneuve
- 70 kol x 4,361 km = 305,270 km
- 792. Grand Prix
- 1. vítězství Roberta Kubici
- 1. vítězství pro BMW Sauber
- 1. vítězství pro Polsko
- 29. vítězství pro vůz se startovním číslem 4

| Pozice | Jezdec               | Vůz               | Čas         | Body | Nej. kolo      | 1. Pitstop   | 2. Pitstop   | 3. Pitstop   |
| ------ | -------------------- | ----------------- | ----------- | ---- | -------------- | ------------ | ------------ | ------------ |
| 1      | Robert Kubica        | BMW Sauber F1.08  | 1:36:24,447 | 10   | 1:17.539 (4.)  | 19. / 35.071 | 49. / 28.276 |              |
| 2      | Nick Heidfeld        | BMW Sauber F1.08  | á           | 8    | 1:17.430       | 29. / 33.404 |              |              |
| 3      | David Coulthard      | Red Bull RB4      | á           | 6    | 1:18.085 (7.)  | 37. / 31.260 |              |              |
| 4      | Timo Glock           | Toyota TF108      | á           | 5    | 1:19.087 (17.) | 42. / 31.364 |              |              |
| 5      | Felipe Massa         | Ferrari F2008     | á           | 4    | 1:18.006 (6.)  | 19. / 34.430 | 21. / 31.034 | 53. / 27.197 |
| 6      | Jarno Trulli         | Toyota TF108      | á           | 3    | 1:18.870 (15.) | 39. / 30.672 |              |              |
| 7      | Rubens Barrichello   | Honda RA108       | á           | 2    | 1:18.301 (10.) | 36. / 31.243 |              |              |
| 8      | Sebastien Vettel     | Toro Rosso STR3   | á           | 1    | 1:18.532 (12.) | 37. / 44.668 |              |              |
| 9      | Heikki Kovalainen    | McLaren MP4-23    | á           |      | 1:18.462 (11.) | 19. / 38.723 | 53. / 27.746 |              |
| 10     | Nico Rosberg         | Williams FW30     | á           |      | 1:17.977 (5.)  | 19. / 50.808 | 20. / 36.976 | 35. / 28.351 |
| 11     | Jenson Button        | Honda RA108       | á           |      | 1:19.352 (19.) | 18. / 28.309 | 19. / 28.307 | 53./ 27.363  |
| 12     | Mark Webber          | Red Bull RB4      | á           |      | 1:18.201 (8.)  | 29. / 28.693 | 53. / 27.575 |              |
| 13     | Sébastien Bourdais   | Toro Rosso STR3   | á 1 kolo    |      | 1:18.620 (13.) | 19. / 32.186 | 42. / 29.853 |              |
| Kolo   | Odstoupili           | -                 | Důvod       | Body | Nej. kolo      | 1. Pitstop   | 2. Pitstop   | 3. Pitstop   |
| 51     | Giancarlo Fisichella | Force India VJM01 | Hodiny      |      | 1:19.066 (16.) | 30. / 58.438 | 44. / 32.854 |              |
| 46     | Kazuki Nakadžima     | Williams FW30     | Nehoda      |      | 1:18.784 (14.) | 33. / 30.187 |              |              |
| 44     | Fernando Alonso      | Renault R28       | Nehoda      |      | 1:18.225 (9.)  | 19. / 35.331 |              |              |
| 39     | Nelson Piquet jr.    | Renault R28       | ?           |      | 1:19.239 (18.) | 19. / 31.727 |              |              |
| 19     | Kimi Räikkönen       | Ferrari F2008     | Kolize      |      | 1:17.387       | 19. / 30.167 |              |              |
| 19     | Lewis Hamilton       | McLaren MP4-23    | Kolize      |      | 1:17.506       | 19. / 32.911 |              |              |
| 13     | Adrian Sutil         | Force India VJM01 | ?           |      | 1:20.666 (20.) |              |              |              |

- žlutě – nejrychlejší pitstop
- zeleně – nejpomalejší pitstop
- červeně – Neplánovaná zastávka

## Nejrychlejší kolo
Kimi Räikkönen- Ferrari F2008-1:17.387
- 29. nejrychlejší kolo Kimi Räikkönena
- 209. nejrychlejší kolo pro Ferrari
- 59. nejrychlejší kolo pro Finsko
- 123. nejrychlejší kolo pro vůz se startovním číslem 1

## Zajímavosti
- 1. vítězství pro Roberta Kubicu
- 1. vítězství a double pro BMW Sauber
- 1. body a podium v této sezoně pro Davida Coultharda
- 1. body pro Timo Glocka v této sezoně